# Leslie Kong
Leslie Kong, född 20 december 1933 i Kingston, Jamaica, död 9 augusti 1971, var en jamaicansk musikproducent. Han drev, tillsammans med sina två bröder, en glassbar/skivbolag med namnet Beverley's Records på Orange street. Trots brist på erfarenhet lyckades Kong producera många av Jamaicas största hits, bl.a. Israelites (Desmond Dekker), Pressure Drop (Toots and the Maytals), Rivers of Babylon (Melodians) och även Bob Marleys första inspelningar Judge Not och One Cup of Coffee. Leslie Kong dog 1971 efter en hjärtattack. Skivbolaget lades då ned.

## Grannfejd med Prince Buster
Längre ner på samma gata låg rivalen Prince Busters studio, Record shack. 1963 släppte denne singeln Blackhead Chineman som var direkt riktad till Leslie Kong och sångaren Derrick Morgan. I låten driver Prince Buster med Kong för hans kinesiska rötter och anklagar duon för plagierat honom: "You done stole my belongings and give to your chineman." Det åsyftade plagiatet rör ett saxofonsolo i Derrick Morgans Forward March som ska vara stulet från Prince Busters They Got to Come. Kong och Morgan svarade kort därpå med singeln Blazing Fire. 
Denna tidiga form av soundclash vållade stor uppståndelse i Jamaica. Bägge parter producerade fler låtar med samma syfte, till exempel No Raise No Praise (Derrick Morgan) och 30 pieces of silver (Prince Buster). Dispyten eskalerade och till slut tvingades de två parterna att berätta för media (tidningen The Gleaner) att de försonats, menar Derrick Morgan.